# Biochemie
Die Biochemie (zu griechisch βίος bíos ‚Leben‘, und zu „Chemie“) oder biologische Chemie, früher auch physiologische Chemie genannt, ist die Lehre von chemischen Vorgängen in Lebewesen, dem Stoffwechsel. Chemie, Biologie und Medizin sind in der Biochemie eng miteinander verzahnt.

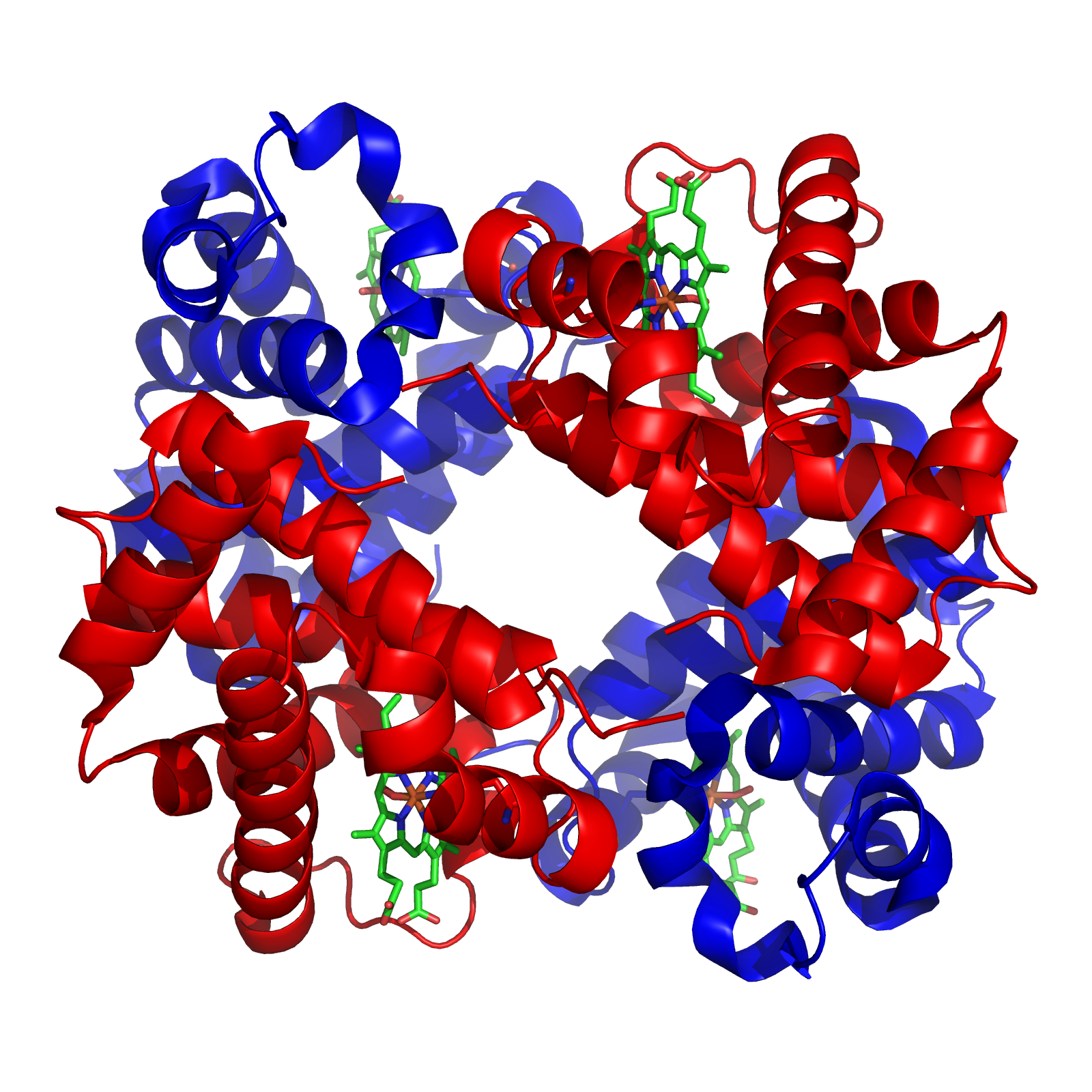
Struktur von Hämoglobin – einem weit verbreiteten Biomolekül

Die Biochemie beschäftigt sich unter anderem mit:
- der Untersuchung und Veränderung von Biomolekülen: wie sind die Biomoleküle aufgebaut, wie ist der molekulare Aufbau des Organismus der Lebewesen, wie werden die molekularen Bausteine bereitgestellt und wie wechselwirken sie miteinander?
- der Untersuchung des Stoffwechsels: welche Stoffe werden von Lebewesen wie umgesetzt, welche bioenergetischen Voraussetzungen sind nötig, welche Biokatalysatoren sind beteiligt, wie verlaufen die jeweiligen Mechanismen der Stoffumsätze und wie wird der Stoffwechsel gesteuert?
- der Untersuchung des Informationsaustauschs innerhalb eines Organismus (Signaltransduktion) und zwischen Organismen: wie wird Information gespeichert, abgerufen und weitergeleitet, wie werden verschiedene Systeme innerhalb einer Zelle, zwischen verschiedenen Zellen und zwischen Organismen koordiniert?

Im Zuge dessen konzentrieren sich die Betrachtungen auf die organischen Stoffgruppen der Nukleinsäuren, Proteine, Lipide, Kohlenhydrate, Spurenelemente und Vitamine, sowie deren Derivate, welche im Allgemeinen als Biomoleküle bezeichnet werden. Der überwiegende Teil der biochemisch wichtigen Vorgänge findet in Lebewesen statt. Im Gegensatz zur organischen Chemie in chemischen Laboren laufen biochemische Reaktionen überwiegend in wässrigem Milieu ab.

## Methoden
In der Biochemie wird eine Vielzahl von Methoden aus verschiedenen Gebieten angewandt. Die klassische Biochemie bedient sich vor allem der analytischen Chemie, organischen Chemie, physikalischen Chemie und der Physik. Wichtige Techniken sind dabei (Ultra-)Zentrifugation, Ultraschallaufschluss, SDS-Gelelektrophorese, Chromatographie, Elektrophorese, Spektroskopie, Molekülmarkierung, Isotopentechniken, Kristallisation, potentiometrische, elektrometrische, polarographische und manometrische Techniken, verschiedene Methoden zum Zellaufschluss, der Reinigung und Charakterisierung von Biomolekülen, der Informatik, der Genetik und Molekularbiologie, der Mikrobiologie und anderen Fächern. Hinzu kommt in der modernen Biochemie stets die quantitative Auswertung der Ergebnisse mit mathematischen Methoden und die Bildung von formalen Theorien mit Hilfe der Mathematik.

## Geschichte

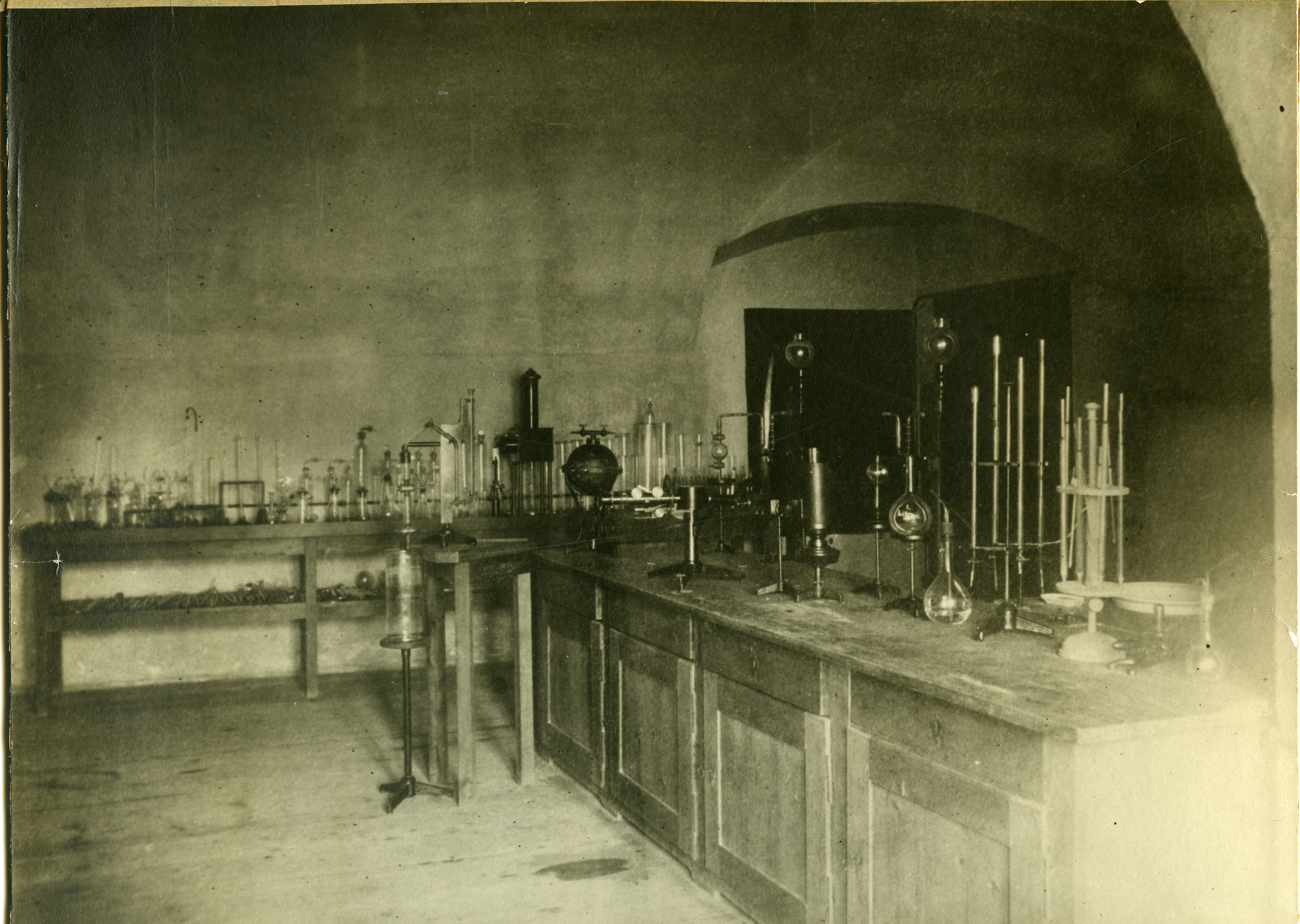
Schlosslabor Hohentübingen, um 1870, eines der frühesten biochemischen Labore, heute aktuelle Dauerausstellung „Schlosslabor Tübingen. Wiege der Biochemie“, Museum der Universität Tübingen MUT

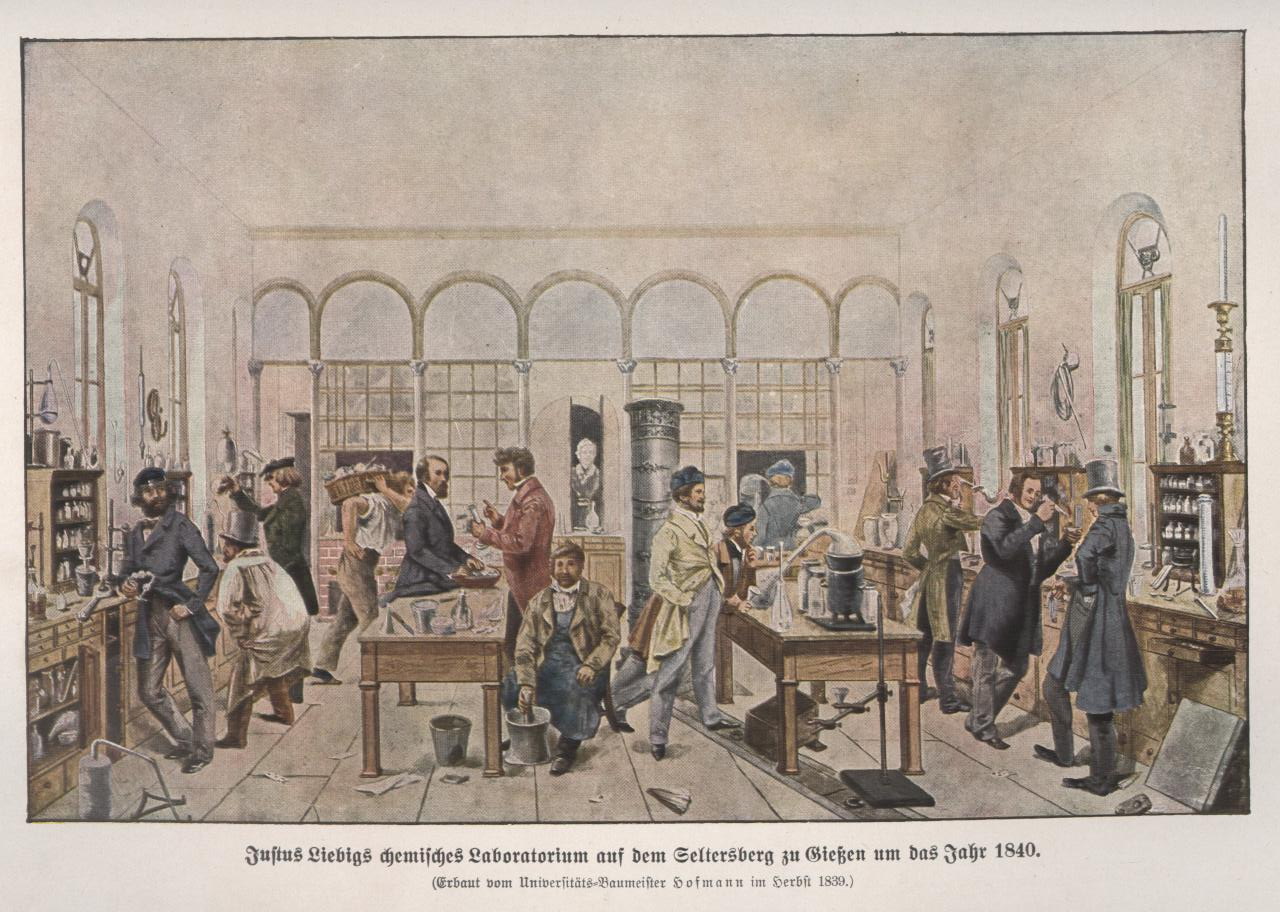
Justus von Liebig in seinem Labor im Jahre 1840, einer Zeit, in der das Fach Biochemie noch Physiologische Chemie genannt wurde. Sechs Jahre später entdeckte von Liebig die Aminosäure Tyrosin.

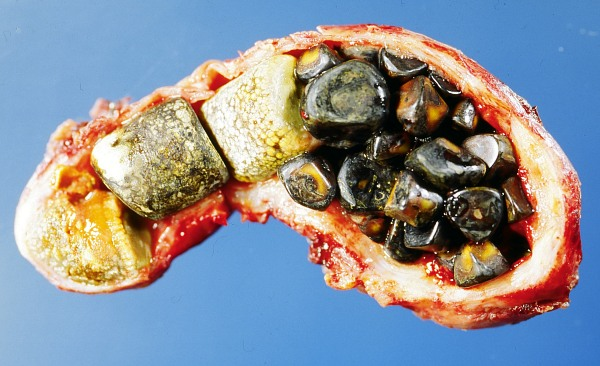
Im 19. Jahrhundert begann man, sich für die chemische Zusammensetzung von Gallensteinen zu interessieren. Auch klinische Bezüge zum Auftreten der Steine, bevorzugt bei Frauen und bei Adipositas, werden hergestellt und systematisch untersucht. Die frühen Biochemiker empfehlen zur Prävention Pflanzenkost.

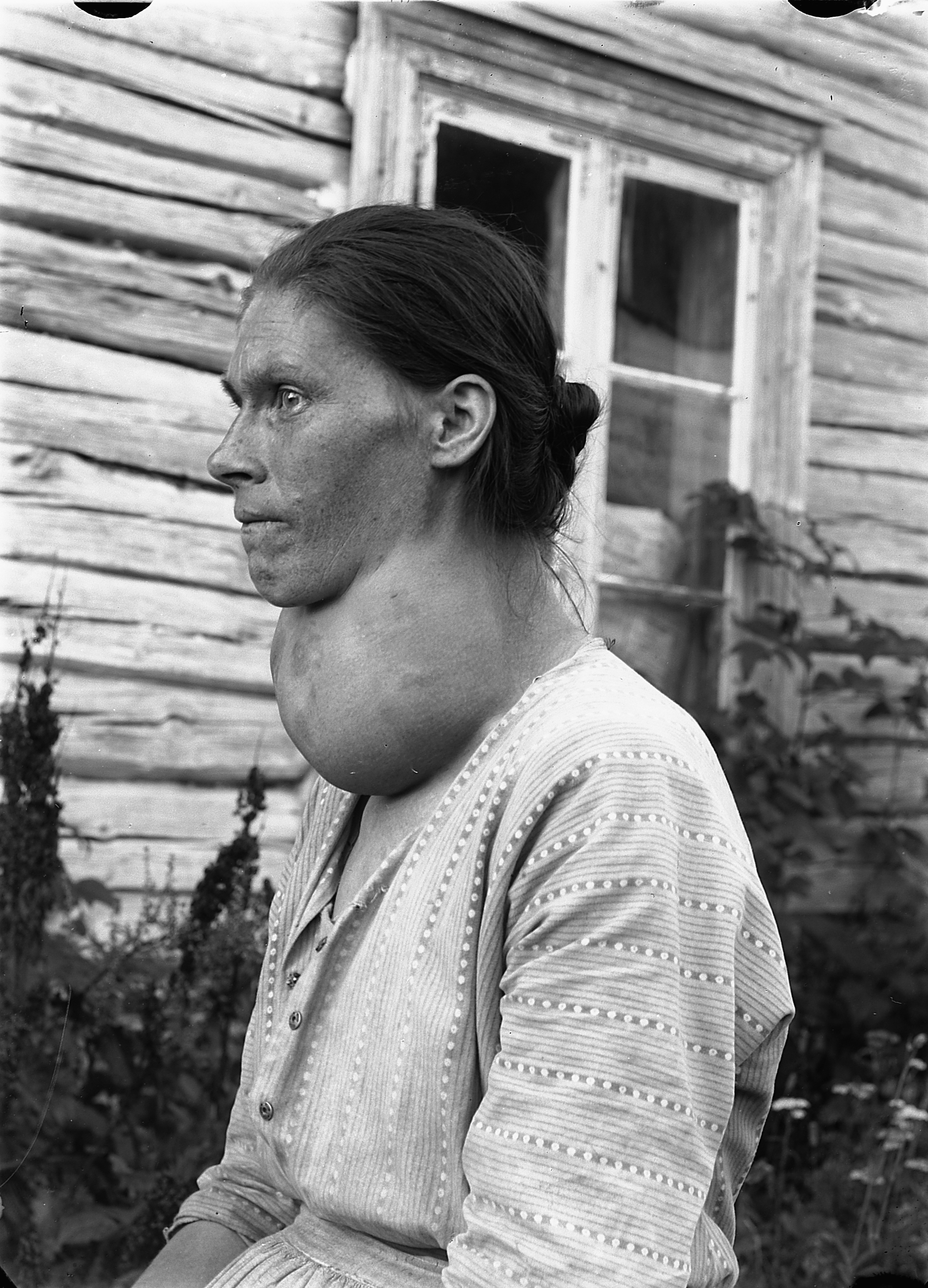
Die Heilung des Kropfes gelang ab 1820 auf dem Wege biochemischer Forschung. Am Anfang stand die Gabe von Jod. Erst 1926 erkannte man dann den Zusammenhang mit Hormonen.

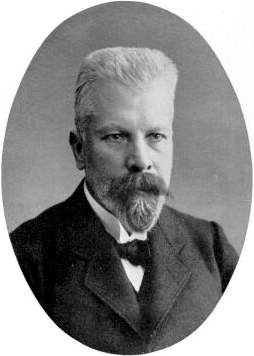
Eduard Buchner erhielt für seine biochemischen Forschungen 1907 den Nobelpreis.

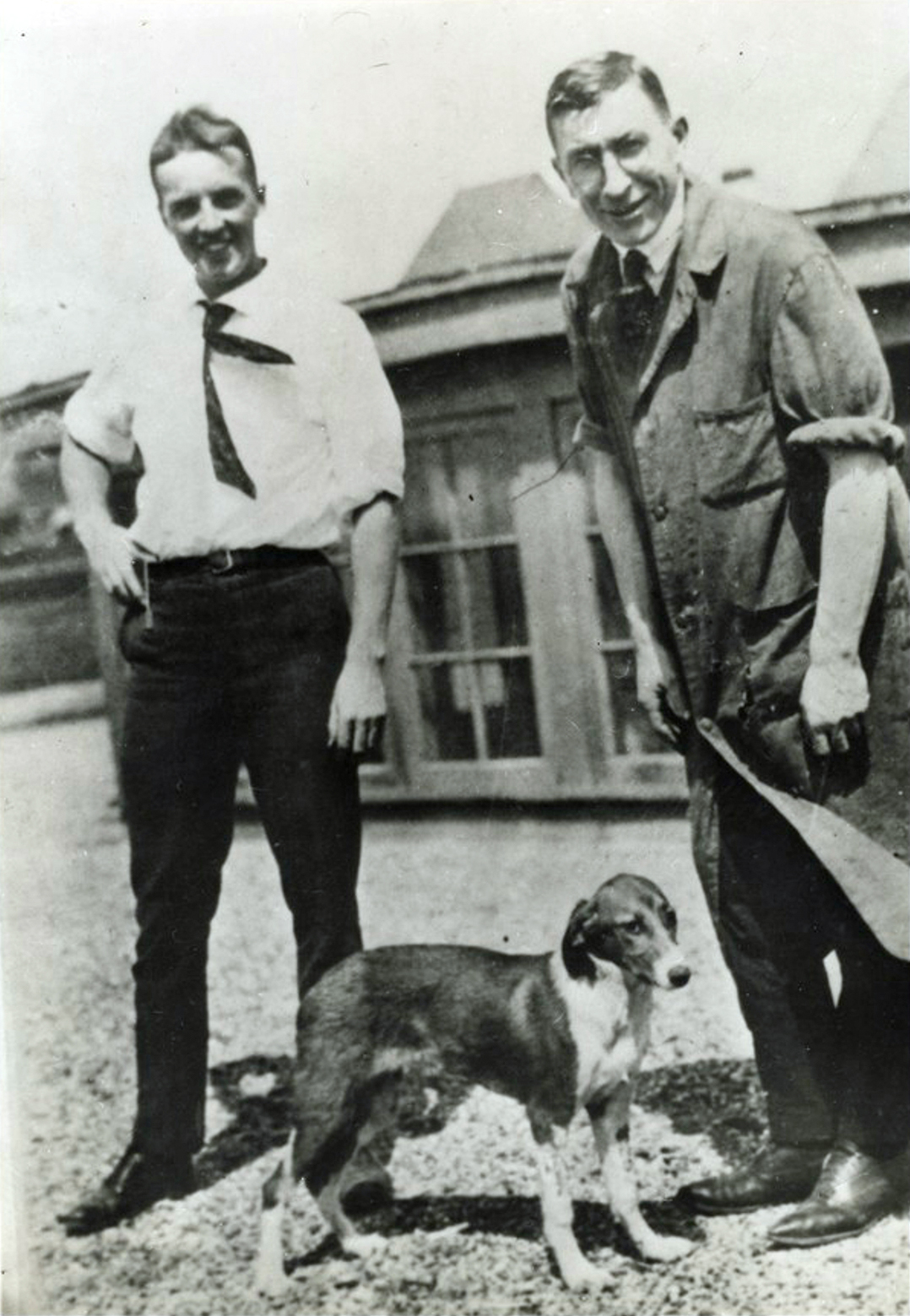
Mehr als zehn Versuchshunde benötigte Frederick Banting, bis Insulin 1921 als Heilmittel bei Diabetes nachgewiesen und entdeckt war.

### Anfänge
Seit Beginn des 19. Jahrhunderts wurden von organischen Chemikern die stoffliche Zusammensetzung von Tieren und Pflanzen und ab etwa 1840 auch komplexe Stoffwechselvorgänge systematisch untersucht. Es konnte von biologischem Material durch die Elementaranalyse der Kohlenstoff-, Wasserstoff-, Stickstoff- und Schwefelgehalt bestimmt werden. Ab 1860 konnten chemische Strukturformeln von Stoffen aus der elementaren Zusammensetzung durch gedankliche Kombination ermittelt werden, nun begann eine gründliche Suche nach den biologischen Körpern in Organismen. Die Suche war aufgrund der sehr geringen Stoffmenge von Biomolekülen und der mangelhaften Nachweismethoden – selbst die Elementaranalyse benötigte größere Stoffmengen – sehr zeitraubend und nicht immer erfolgreich. Erst mit Verbesserung der analytischen Geräte ab 1950 wurde die Suche und Strukturaufklärung von Biomolekülen einfacher. Eines der weltweit ersten biochemischen – damals physiologisch-chemischen – Labore wurde 1818 in der einstigen Küche des Schlosses Hohentübingen (Eberhard Karls Universität Tübingen) von Georg Carl Ludwig Sigwart und Julius Eugen Schlossberger eingerichtet. In ihm wurde von Felix Hoppe-Seyler 1861 das Hämoglobin und von seinem Schüler Friedrich Miescher 1869 die Nukleinsäure entdeckt.
Das Fach Physiologische Chemie spaltete sich 1922 von der Physiologie ab. Grundsteine für eine physiologische Chemie wurden jedoch schon früher, beispielsweise um 1840 durch Johann Joseph von Scherer, den Begründer der Klinischen Chemie, gelegt.

### Proteine und Fette
Fette wurden von Eugène Chevreul und später von Heinrich Wilhelm Heintz untersucht. Gerardus Johannes Mulder konnte aus dem Fibrin des Blutes einen gelatinösen Niederschlag herstellen und gab ihm den Namen Protein. Louis-Nicolas Vauquelin untersuchte die Zusammensetzung der Haare und fand dort die chemischen Elemente Kohlenstoff, Wasserstoff, Stickstoff, Sauerstoff und Schwefel.

### Aminosäure
Pierre Jean Robiquet und Louis-Nicolas Vauquelin fanden auch die erste Aminosäure, die sie im Jahre 1805 isolierten: Asparagin. Joseph Louis Proust entdeckte Leucin (1818), Justus von Liebig Tyrosin (1846). Zwischen 1865 und 1901 wurden weitere 12 Aminosäuren entdeckt, davon entdeckte Ernst Schulze drei neue Aminosäuren: Glutamin, Phenylalanin und Arginin. Erste Peptidsynthesen wurden von Emil Fischer ab 1901 unternommen.
Justus Liebig erkannte, dass in der Hefe ein besonderer Stoff enthalten sein musste, der die Gärung auslöst. Er nannte diesen Stoff Bios. Zum ersten Mal verwendet wurde der Begriff Biochemie, als Vinzenz Kletzinsky (1826–1882) im Jahre 1858 sein Compendium der Biochemie in Wien drucken ließ. Felix Hoppe-Seyler (Milchsäure aus Glykogen, Oxidations- und Reduktionsfermenten, Hämoglobin), Georg Carl Ludwig Sigwart (Analysen von Gallen- und Harnsteinen), Anselme Payen (1833: Amylase), Julius Eugen Schlossberger (Kreatin, Hämocyanin) erweiterten die biochemischen Kenntnisse.

### Enzyme
Entdeckt wurde Amylase (damals noch Diastase) 1833 vom französischen Chemiker Anselme Payen in einer Malzlösung. Damit war Diastase das erste Enzym, das man gefunden hat.
Anfang des 19. Jahrhunderts war auch bekannt, dass bei der Gärung von abgestorbenen Organismen der Sauerstoff aus der Luft nötig ist, ferner Temperatur und Wasser auf diesen Prozess einen Einfluss hatten. Bei toten Tieren und Menschen setzt die Fäulnisbildung zuerst an den Stellen ein, die mit der Luft in Berührung kommen. Auch bei pflanzlichen Stoffen, der Bildung von Alkohol aus einer Traubensaftlösung oder der Versäuerung von Milch erkannten Chemiker, allen voran Louis Pasteur, Gärungsprozesse. Pasteur entdeckte bei der Untersuchung der wirtschaftlich bedeutsamen Zuckervergärung zu Alkohol durch Hefepilze, dass diese nicht wie bis dahin meist angenommen auf Fäulnisprozesse und abgestorbene Lebewesen zurückgehen, sondern ein Prozess in lebenden Organismen ist, die dafür Fermente (Enzyme) einsetzen. Der Körper, der diese Prozesse begünstigte, wurde Ferment genannt. Eduard Buchner entdeckte 1896 die zellfreie Gärung. James Batcheller Sumner isolierte 1926 das Enzym der Schwertbohne und behauptete, dass alle Enzyme Proteine sein müssten.
John Howard Northrop isolierte wenige Jahre später Pepsin, Trypsin und Chymotrypsin in kristalliner Form und konnte Sumners Hypothese bestätigen.

### Nukleinsäure
Der Physiologe Friedrich Miescher hatte 1869 die Nucleoproteide im Zellkern entdeckt. Albrecht Kossel entdeckte die Nukleinsäure Adenin (1885). Weitere Nukleinsäuren erhielt er aus tierischem Extrakt, und zwar Guanin, Xanthin (1893), Thymin (1894), Cytosin und Uracil (1903). Emil Fischer gelangen die ersten Synthesen des Adenins, Theophyllins, Thymins und Uracils (1897–1903). Phoebus Levene untersuchte die Verknüpfung von einer Nukleinsäure mit einer Pentose und einem Phosphat zum Mono-Nukleotid (1908).

### Kohlenhydrate
Kohlenhydrate sind ein wichtiger Bestandteil unserer Nahrung, sie wurden daher zeitig von Biochemikern untersucht. Sowohl Stärke als auch Zucker werden zu Glucose abgebaut und bei einem Überangebot in der Leber als Glykogen gespeichert. Ein konstanter Blutzuckergehalt ist für das Gehirn und die Muskeln lebensnotwendig. Adolf von Baeyer gab 1870 bereits eine erste Formel zur Glucose an. Emil Fischer machte ab 1887 umfangreiche Forschungen zur Aufklärung der chemischen Strukturen von Zuckern mit Phenylhydrazin zu gut kristallisierbaren Osazonen. Im Jahr 1893 konnte er durch Umwandlung von Glucose mit Methanol zu Methylglykosid – das die Fehlingsche Lösung nicht reduzierte – beweisen, dass die Aldehydgruppe im Ring mit einer Hydroxygruppe verknüpft (glycosidisch) ist. Später (1922) folgerte Burckhardt Helferich, dass die Glucose in einem Sechsring (1,5-glykosidisch statt 1,4-glykosidisch) vorliegen musste. Weitere wichtige Arbeiten zur Zuckerchemie und deren strukturelle Darstellung leistete Norman Haworth; er synthetisierte auch erstmals das Vitamin C (bei Mangel tritt Skorbut auf), ein Säurederivat eines Zuckers.

### Vitamine
Durch mangelhafte Ernährung starben zu Beginn des 20. Jahrhunderts noch viele Menschen. Im Jahr 1882 untersuchte Gustav von Bunge Ratten und Mäuse, die er nur mit Eiweiß, Kohlenhydraten und Fetten fütterte, deren Nahrung aber keine weiteren Beimischungen enthielten. Die Tiere starben. Menschen benötigen neben Eiweiß, Kohlenhydraten, Fetten noch Vitamine. Viele Vitamine wurden zu Beginn des 20. Jahrhunderts aufgefunden. Die Strukturaufklärung des Cholesterins (und damit der Gruppe der Steroide) durch Adolf Windaus war für die Strukturaufklärung und Bildung von Vitamin D (bei dessen Mangel Rachitis auftritt) bedeutsam. Windaus war auch mit der Aufklärung der Summenformel und Struktur von Vitamin B1 befasst. Sir Frederick Gowland Hopkins, ein Pionier der Biochemie in Großbritannien und Casimir Funk, der das Wort Vitamin prägte, leisteten bedeutende Forschungen zur Entdeckung des Vitamin B1 (bei Mangel tritt Beri-Beri auf). Hopkins entdeckte auch zwei essentielle Aminosäuren und wurde dafür 1929 mit dem Nobelpreis ausgezeichnet.
Im Jahre 1926 entdeckte der Physiologe Otto Warburg das Atmungsferment Cytochromoxidase, ein Ferment im Zitronensäurezyklus und für Redoxvorgänge der Zelle, wofür er 1931 den Nobelpreis erhielt.

### Hormone
Stoffgruppen, die in menschlichen Organen produziert werden, nennt man nach Ernest Starling Hormone. Thomas Addison entdeckte 1849 eine Krankheit, die ihren Ursprung in den Nebennieren hat. T. B. Aldrich und Takamine Jōkichi (1901) extrahierten einen Stoff, den sie Adrenalin nannten, aus tierischen Nieren. Aldrich ermittelte die Summenformel und Friedrich Stolz gelang die chemische Synthese (1904). Damit gelang der Biochemie 1904 erstmals die künstliche Herstellung eines Hormons.
Die Kropfbildung ist eine weitere hormonelle Krankheit der Schilddrüse, die seit 1820 nach Jean-Francois Coindet durch Iodgaben gemildert werden konnte. Erst 1915 glückte Edward Calvin Kendall die Isolierung einer kristallinischen Substanz der Schilddrüse. Er hielt sie fälschlicherweise für ein Oxindolderivat und nannte sie daher Thyroxin. Synthetisch wurde Thyroxin seit 1926 von Charles Robert Harington darstellbar.
Im Jahre 1935 isolierte Ernst Laqueur aus Stierhoden das von ihm so benannte Sexualhormon Testosteron. Auch von Adolf Butenandt wurden die Geschlechtshormone untersucht. Im Jahr 1929 isolierte er mit Estron eines der weiblichen Sexualhormone. Zwei Jahre später isolierte er mit Androsteron ein männliches Geschlechtshormon. Im Jahr 1934 entdeckte er das Hormon Progesteron. Durch seine Forschung wurde gezeigt, dass die Geschlechtshormone eng mit Steroiden verwandt sind. Seine Untersuchungen auf dem Gebiet der Sexualhormone ermöglichte die Synthese von Cortison sowie andere Steroide. Dies führte schließlich zur Entwicklung von modernen Verhütungsmitteln.
Der Mangel des Bauchspeichelhormons konnte durch Gabe von Rinder-Insulin 1920 durch Frederick Banting und Best gelindert werden. Erst 1953 wurde die Aminosäuresequenz von Insulin durch Frederick Sanger aufgeklärt.

## Themen der Biochemie
In Lehrbüchern der Biochemie werden die Prozesse der Gärung von Zucker zu Ethanol und Milchsäure sowie der Aufbau von Glucose zu Glykogen ausführlich beschrieben. Diese Umwandlungen werden unter dem Stichwort Glykolyse zusammengefasst.
Die Energiegewinnung in lebenden Zellen erfolgt über den Abbau von Fetten, Aminosäuren und Kohlenhydraten über Oxalacetat zu Citrat durch Acetyl-S-CoA unter Freisetzung von Kohlendioxid und Energie. Acetyl-S-CoA enthält ein wasserlösliches Vitamin – die Pantothensäure. Dieser Prozess wurde von H. Krebs 1937 untersucht und wird Citratzyklus genannt.
Oxidationen von Biomolekülen in Zellen verlaufen über mehrere Enzyme, an denen das Vitamin B2 beteiligt ist. Eine für den Energiehaushalt der Körperzellen besonders bedeutsame Oxidation wird in Lehrbüchern als oxidative Phosphorylierung oder Atmungskette beschrieben.
Ein weiterer biochemischer Prozess ist die Photosynthese. Kohlenstoffdioxid aus der Luft und Wasser wird durch Strahlungsenergie durch das Pigment Chlorophyll in Pflanzenzellen und phototrophen Mikroorganismen in Kohlenhydrate und Sauerstoff überführt.
In menschlichen und tierischen Organismen wird überschüssige Energie aus der Nahrung in Form von Fetten gespeichert. Bei Energiemangel der Zellen werden diese Fette wieder abgebaut. Dieser Prozess erfolgt über die Oxidation von Fettsäuren mittels Acetyl-CoA.
Bei Krankheiten (schwerer Diabetes) oder extremem Nahrungsmangel greifen Zellen auch auf Aminosäuren zur Energiegewinnung zurück. Dabei werden Proteine zu Aminosäuren und diese zu Kohlendioxid abgebaut. Der Harnstoffzyklus beschreibt die ablaufenden Umwandlungen.
In pflanzlichen und tierischen Zellen können Kohlenhydrate aus anderen Stoffen – beispielsweise der Milchsäure oder aus Aminosäuren – biochemisch aufgebaut werden. Die Untersuchungen zu den einzelnen biochemischen Schritten werden in Gluconeogenese untersucht.
Ferner wurden die Biosynthesen von Aminosäuren, Nucleotiden, Porphyrinen, der Stickstoffzyklus in Pflanzen gründlich untersucht.
Ein weiterer Teilbereich der biochemischen Forschung ist die Resorption und der Transport von Stoffwechselprodukten durch das Blutplasma.
Die Weitergabe der gespeicherten Information im Zellkern auf der DNA (genauer: bestimmter Abschnitte der DNA, den Genen) zur Herstellung von Enzymen verläuft über die Replikation, Transkription und Proteinbiosynthese. Dies ist ein wichtiges Gebiet der synthetischen Biochemie (Biotechnologie), da Bakterien auf ihrer zyklischen DNA (Plasmiden) dazu gebracht werden können, bestimmte Enzyme zu produzieren.
Einzelne Proteine können mittels Gel-Elektrophorese nachgewiesen werden. Durch den Edman-Abbau kann die Aminosäure-Sequenz des Proteins bestimmt werden.

## Meilensteine der Biochemie

Der Citratzyklus – ein biochemischer Stoffwechselweg

### 19. Jahrhundert
- 1805 – Entdeckung und Isolierung der ersten Aminosäure durch Pierre Jean Robiquet und Louis-Nicolas Vauquelin
- 1828 – Synthese des organischen Harnstoffs aus anorganischem Ammoniumcyanat durch Friedrich Wöhler
- 1833 – Entdeckung des ersten Enzyms (Diastase) durch Anselme Payen
- 1869 – Entdeckung der Erbsubstanz Nuclein durch Friedrich Miescher
- 1896 – Entdeckung der zellfreien Gärung durch Eduard Buchner

### 20. Jahrhundert
- 1904 – Synthese eines Hormons (Testosteron) durch Friedrich Stolz
- 1926 – Entdeckung des Atmungsferments Cytochromoxidase durch Otto Warburg
- 1927 – Isolierung von Vitamin C aus der Nebenniere, Orangensaft beziehungsweise Weißkohl durch Albert von Szent-Györgyi Nagyrápolt
- 1929 – Aufklärung des Mechanismus der Glykolyse durch Gustav Embden und Otto Meyerhof, sowie Jakub Parnas
- 1932 – Aufklärung des Citratzyklus durch Hans Adolf Krebs
- 1953 – Aufklärung der Struktur der DNA durch James Watson, Francis Crick und Rosalind Franklin

## Forschungsinstitute im deutschen Sprachraum

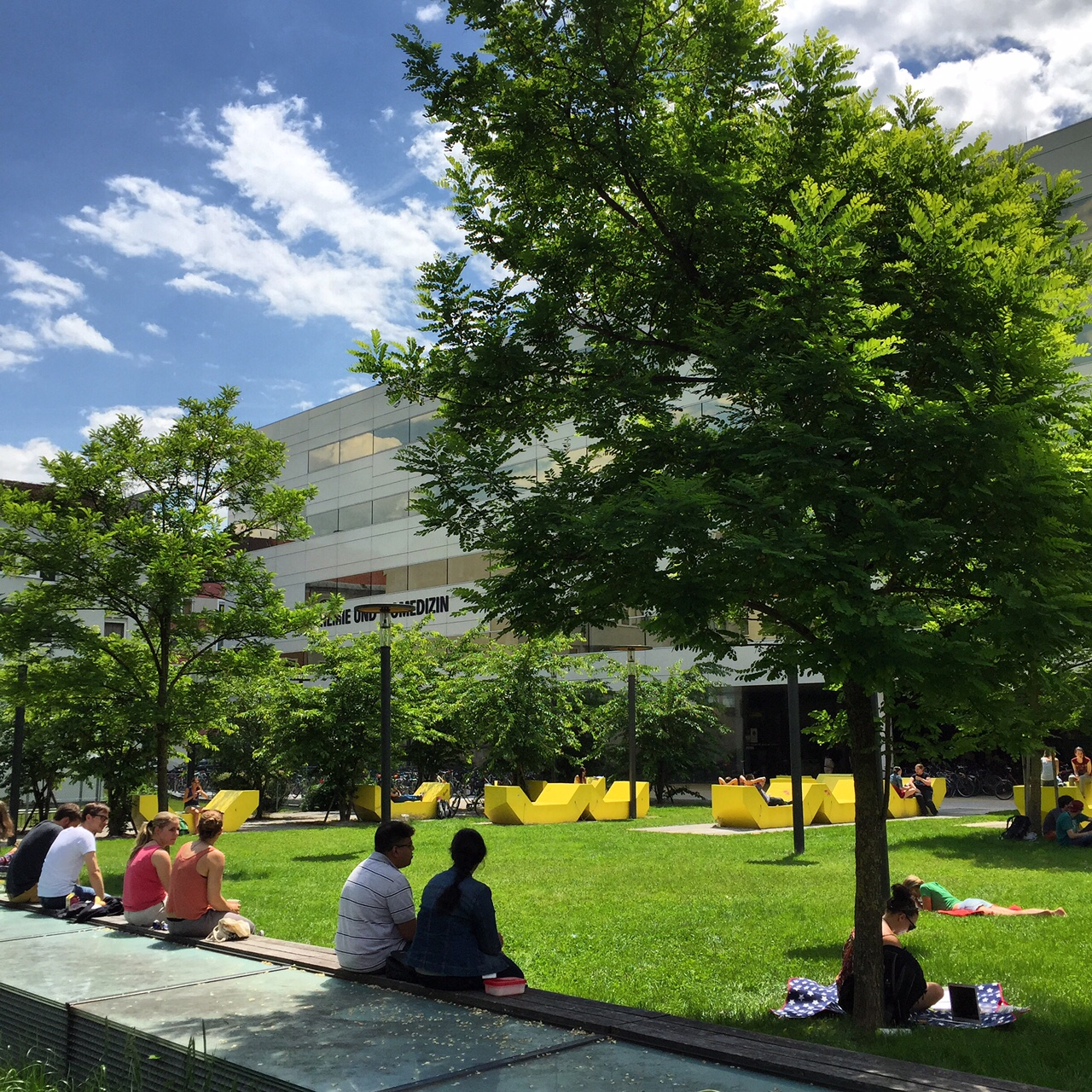
Das Centrum für Chemie und Biomedizin (CCB) am Innrain in Innsbruck

(Die Listen sind unvollständig)

### Max-Planck-Institute und Leibniz-Institute
Führend in der biochemischen Forschung sind beispielsweise die Max-Planck-Institute der Max-Planck-Gesellschaft, aber auch die Leibniz-Institute der Leibniz-Gemeinschaft:
- Max-Planck-Institut für Biochemie, Martinsried
- Leibniz-Institut für Molekulare Pharmakologie, Berlin
- Leibniz-Institut für Pflanzenbiochemie, Halle (Saale)
- European Molecular Biology Laboratory, Heidelberg
- Max-Planck-Institut für molekulare Physiologie, Dortmund
- Max-Planck-Institut für Biologie, Tübingen
- Max-Planck-Institut für Multidisziplinäre Naturwissenschaften, Göttingen
- Max-Planck-Institut für molekulare Biomedizin, Münster
- Forschungszentrum caesar, Bonn (Center of Advanced European Studies and Research)

### Universitätsinstitute und Fakultäten
Die Biochemie gehört zum festen Bestandteil der hochschulischen Ausbildung in den Naturwissenschaften. Vor allem Mediziner und Biologen, aber auch andere Naturwissenschaftler, widmen sich an den Universitäten dem Fach. So finden sich Institute für Biochemie an vielen deutschsprachigen Hochschulen:
In Deutschland:
- Institut für Biochemie der Friedrich-Alexander-Universität Erlangen-Nürnberg
- Institut für physiologische Chemie der Philipps-Universität Marburg[23]
- Institut für Biochemie der Charité – Universitätsmedizin Berlin[24]
- Institut für Biochemie der Universität Greifswald[25][26]
- Biochemisches Institut der Albert-Ludwigs-Universität Freiburg
- Institut für Biochemie der Georg-August-Universität Göttingen
- Institut für Biochemie der Heinrich-Heine Universität Düsseldorf
- Zentrum für Biochemie der medizinischen Fakultät an der Universität zu Köln
- Institut für Biochemie der Ludwig-Maximilians-Universität München
- Institut für Biochemie der Universität Münster
- Interfakultäres Institut für Biochemie der Eberhard Karls Universität Tübingen
- Institut für Chemie und Biochemie der Freien Universität Berlin
- Institut für Biochemie und Biophysik der Friedrich-Schiller-Universität Jena
- Institut für Chemie und Pharmazie der Julius-Maximilians-Universität Würzburg
- Institut für Biochemie der Johann Wolfgang Goethe-Universität Frankfurt am Main[27]
- Institut für Biochemie und Molekularbiologie der Rheinischen Friedrich-Wilhelms-Universität Bonn

In Österreich:
- Institut für BioChemie der Universität Graz
- Centrum für Chemie und Biomedizin (CCB) der Medizinischen Universität Innsbruck und der Leopold-Franzens-Universität Innsbruck
- Institut für Biologische Chemie der Universität Wien

In der Schweiz:
- Biozentrum der Universität Basel
- Institut für Biotechnologie an der ETH Zürich
- Institut für Biochemie der Universität Zürich

## Gliederung
Je nach Betrachtungswinkel wird die Biochemie in Bezug auf menschliche Erkrankungen als medizinische Biochemie, in Bezug auf Ökosysteme ökologische Biochemie, in Bezug auf Pflanzen als Pflanzenbiochemie, in Bezug auf das Immunsystem als Immunbiochemie und in Bezug auf das Nervensystem als Neurochemie bezeichnet. Ebenso wird die Biochemie nach Stoffgruppen eingeteilt, z. B. Proteinchemie, Nukleinsäurebiochemie, Kohlenhydratbiochemie und Lipidbiochemie. Small molecules werden von der Naturstoffchemie behandelt. Die Enzymologie und die Signaltransduktion stellen Sonderbereiche der Biochemie dar. Die Biophysikalische Chemie untersucht Biomoleküle und Lebewesen mit Methoden der physikalischen Chemie.

## Nobelpreisträger aus dem Fachgebiet
In der nachfolgenden Galerie findet sich eine Auswahl wichtiger Nobelpreisträger, die für Forschungen auf dem Gebiet der Biochemie (oder deren unmittelbare Nachbardisziplinen) ausgezeichnet wurden:

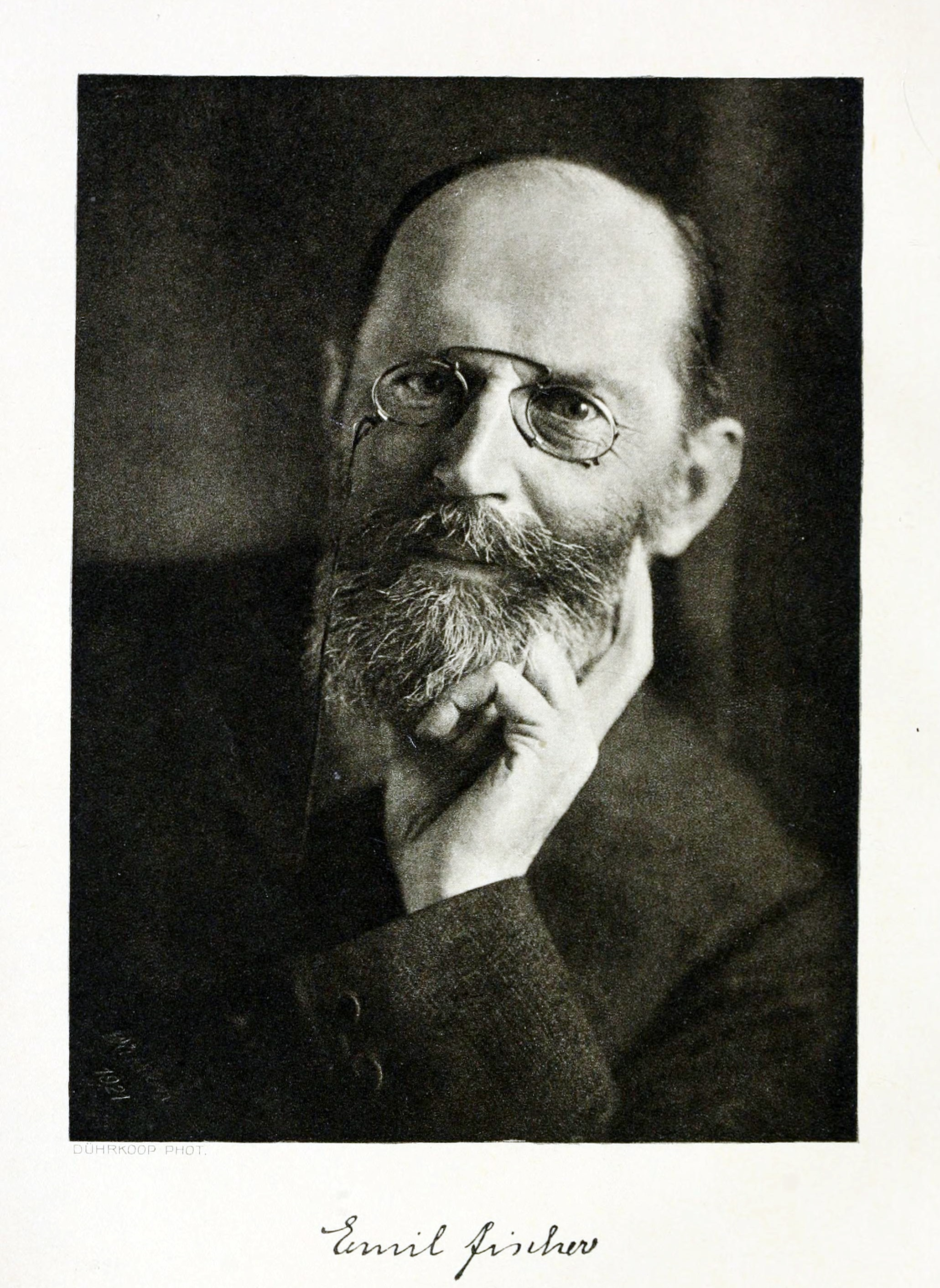
Hermann Emil Fischer erhielt 1902 den Nobelpreis für Chemie „als Anerkennung des außerordentlichen Verdienstes, das er sich durch seine Arbeiten auf dem Gebiet der Zucker- und Purin-Gruppen erworben hat“.
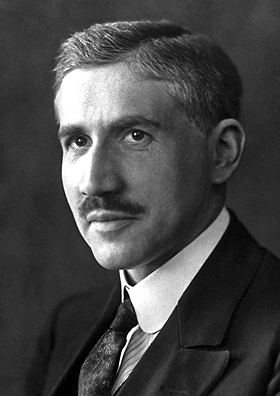
Der Biochemiker Otto Fritz Meyerhof bekam 1922 gemeinsam mit Archibald Vivian Hill für seine Forschungen über den Stoffwechsel im Muskel den Nobelpreis.
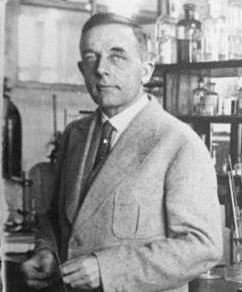
Otto Warburg erhielt 1931 für „die Entdeckung der Natur und der Funktion des Atmungsferments“ den Nobelpreis. Die Otto-Warburg-Medaille ist dagegen eine der wichtigsten Auszeichnungen im Bereich der Biochemie in Deutschland.
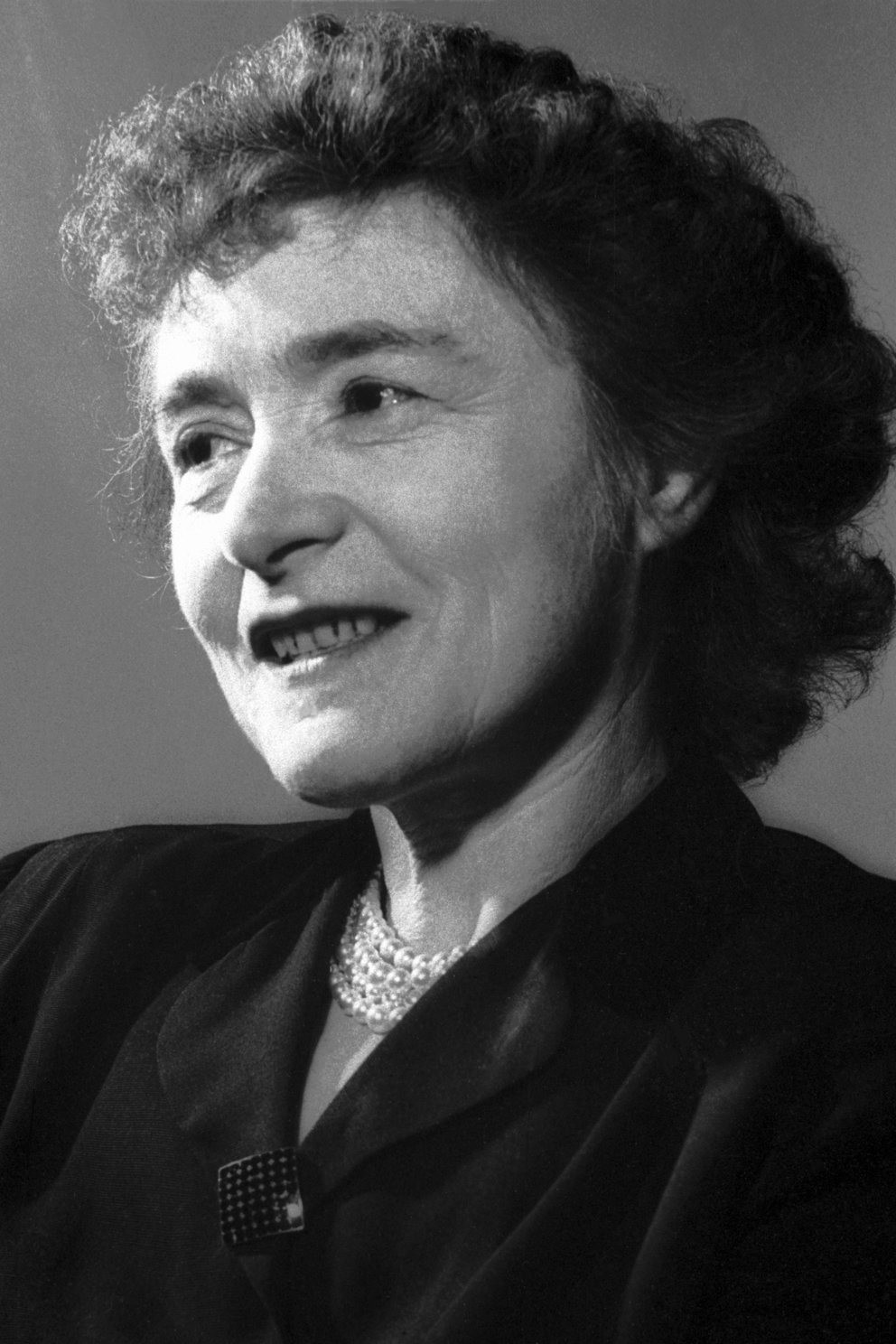
1947 erhielten Gerty und Carl Cori gemeinsam mit Bernardo Alberto Houssay den Nobelpreis für ihre biochemischen Arbeiten über den Zucker-Stoffwechsel.
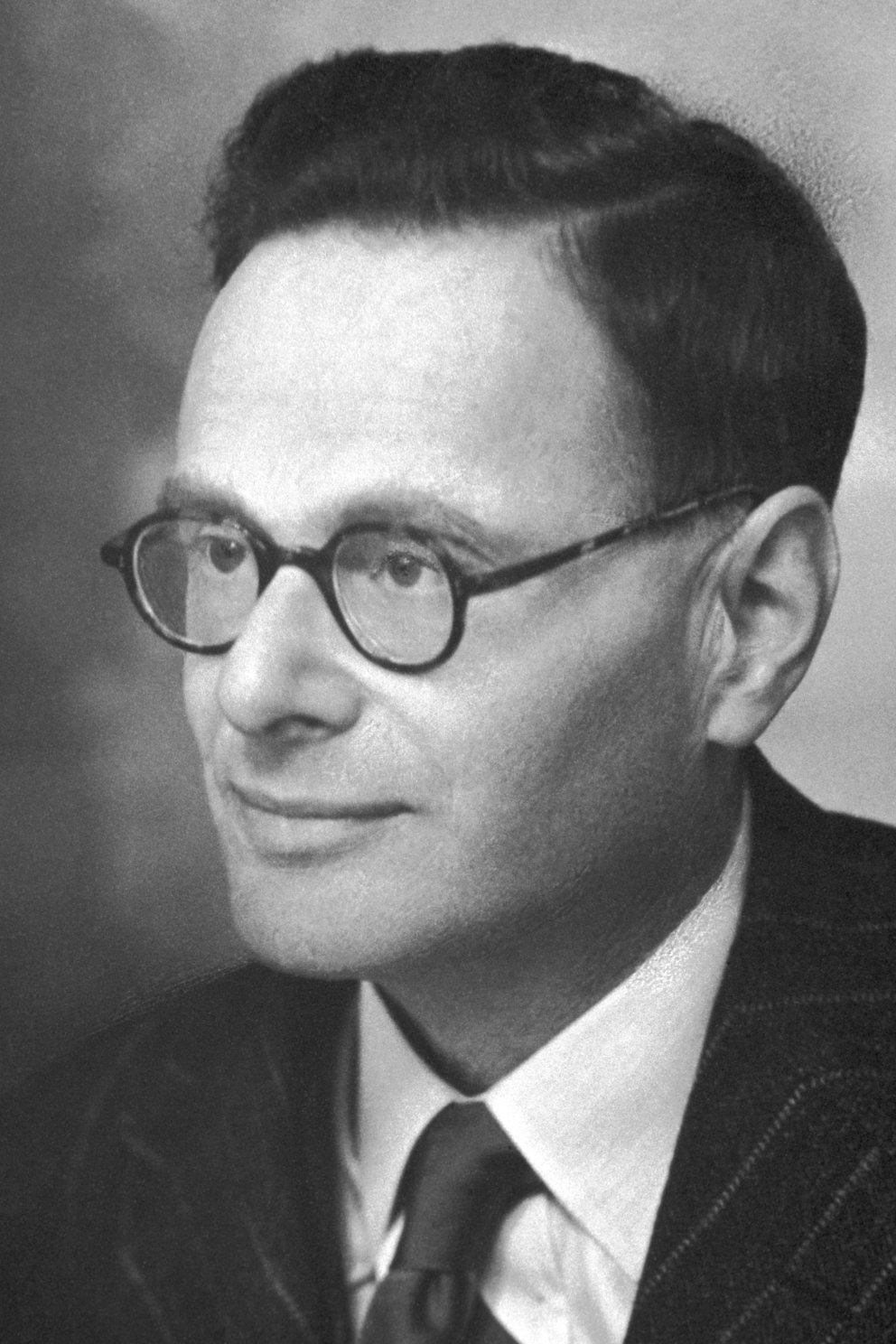
Auch für die Entdeckung des Citratzyklus von Hans Adolf Krebs gab es 1953 einen Nobelpreis.
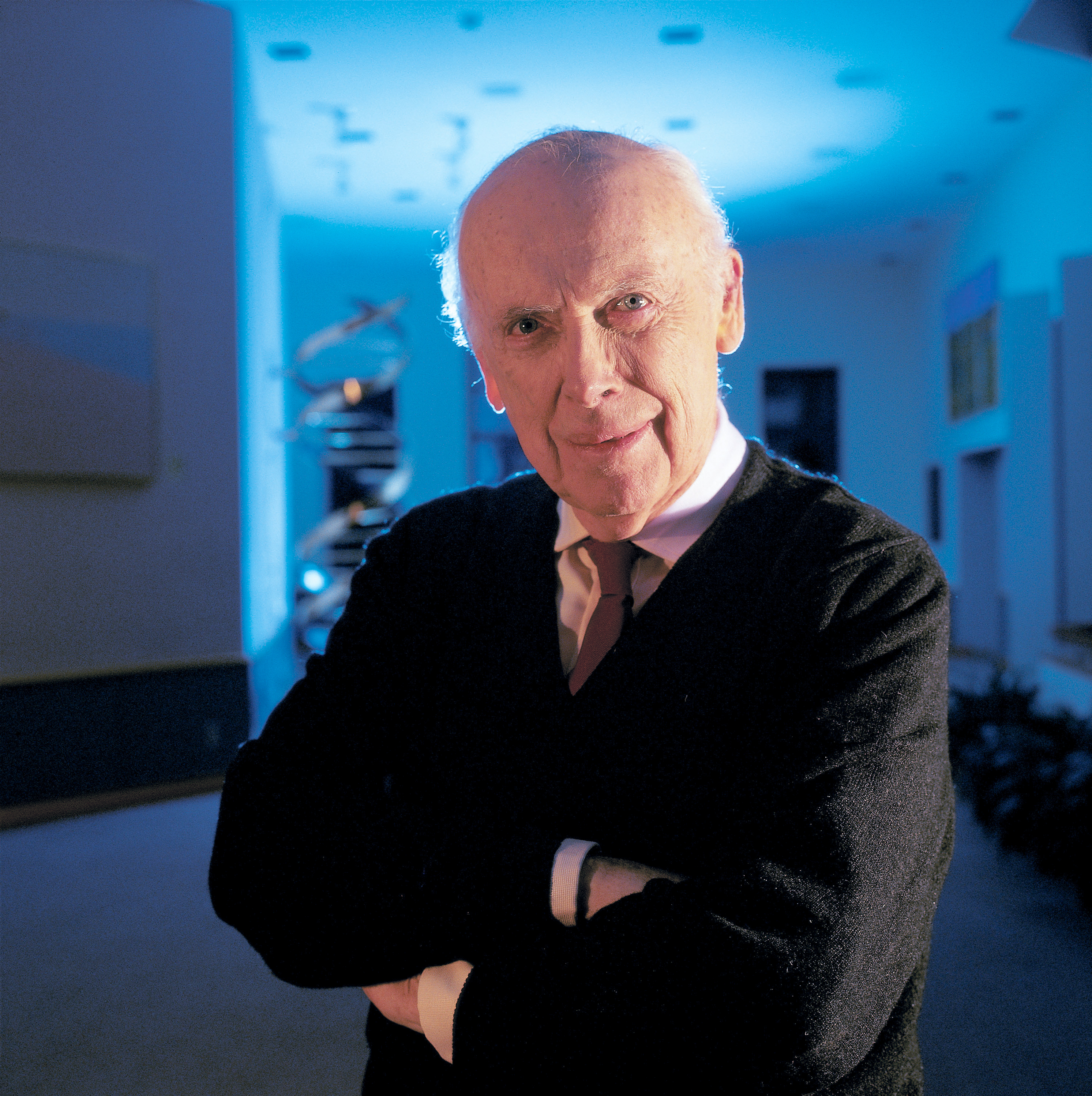
James D. Watson erhielt 1962 den Nobelpreis für seine Forschungen zur DNA.

## Biochemiker

### Studium
2008 gab es in Deutschland Studiengänge der Biochemie mit den Abschlüssen Diplom, Bachelor und Master. Die Diplomstudiengänge werden schrittweise durch konsekutive Bachelor- und Masterstudiengänge ersetzt:
- Der Diplomstudiengang Biochemie hat eine Regelstudienzeit von 9 bis 10 Semestern, eine Höchststudiendauer von 13 bis 14 Semestern und führt zum berufsqualifizierenden Abschluss Diplom-Biochemiker/in.
- Der Bachelorstudiengang Biochemie hat eine Regelstudienzeit von 6 bis 8 Semestern und führt zum berufsqualifizierenden Abschluss Bachelor of Science – Biochemie.
- Der Masterstudiengang Biochemie hat eine Regelstudienzeit von 3 bis 4 Semestern nach dem Bachelor und führt zum berufsqualifizierenden Abschluss Master of Science – Biochemie.

Neben dem reinen Biochemie-Studium besteht die Möglichkeit, die Fachrichtungen Chemie oder Biologie zu studieren und während des Studiums den Fächerkanon Biochemie zu vertiefen. Eine Spezialisierung erfolgt üblicherweise durch Biochemie als Wahlpflichtfach bzw. Hauptfach sowie die Anfertigung einer Diplom-, Bachelor- oder Masterarbeit im Bereich der Biochemie. Diese Variante bietet den Vorteil, dass sich Studienanfänger nicht direkt für ein reines Biochemie-Studium entscheiden müssen. Vielmehr haben sie die Möglichkeit, im Grundstudium verschiedene Fächer kennenzulernen, um sich dann während des Hauptstudiums zu spezialisieren, z. B. in Biochemie. Die Möglichkeit dazu ist an vielen Universitäten gegeben und die Regelstudienzeiten entsprechen denen der reinen Biochemie-Studiengänge. Bei den Bachelor- und Masterstudiengängen hat sich inzwischen im Bereich der Biowissenschaften eine Vielfalt von Studiengängen mit unterschiedlichen Namen und Spezialisierungen etabliert. Ihnen ist gemeinsam, dass sie besonderen Wert auf die molekularen Grundlagen legen und einen hohen Praxisanteil in der Ausbildung haben (siehe Weblinks). Außerdem überschneidet sich zumeist ein großer Teil des (Grund-)Studiums mit den Studiengängen der Chemie sowie der Biologie, weist aber oft auch entscheidende Unterschiede auf (z. B. weniger Vertiefung im Bereich der Botanik, Zoologie oder der Anorganischen Chemie als im Chemie- bzw. Biologie-Studium). Ein besonderer Wert wird im Curriculum der Studiengänge auch auf die Module der Organische Chemie, Physikalischen Chemie und der Biochemie gelegt, da diese eine erforderliche Grundkenntnis für die Tätigkeit als Biochemiker darstellen.

### Facharzt für Biochemie
Es besteht auch die Möglichkeit, nach einem absolvierten Medizinstudium in Deutschland als Facharzt für Biochemie tätig zu werden. Hierfür bedarf es einer vierjährigen Weiterbildungszeit. Auf diese anrechenbar ist
- Ein Jahr Innere Medizin oder Pädiatrie

Am 31. Dezember 2010 waren 102 Fachärzte für Biochemie registriert, von denen einer niedergelassen war. 52 übten keine ärztliche Tätigkeit aus. Die Zahl der ärztlich tätigen registrierten Fachärzte für Biochemie reduzierte sich innerhalb des Jahrzehntes 2000–2010 um fast 50 %.

### Lehrbücher
- Siegfried Edlbacher: Kurzgefaßtes Lehrbuch der physiologischen Chemie. 3., umgearbeitete Auflage. Walter de Gruyter & Co., Berlin 1936; 8. Auflage ebenda 1942.
- Siegfried Edlbacher: Praktikum der physiologischen Chemie. 2., umgearbeitete Auflage. Walter de Gruyter & Co., Berlin 1940.
- A. Bertho, Wolfgang Grassmann: Biochemisches Praktikum. Walter de Gruyter & Co., Berlin 1936.
- Friedrich August Legahn: Physiologische Chemie. Teil 1: Assimilation, Teil 2: Dissimilation. 3. Auflage. Walter de Gruyter & Co., Berlin (= Sammlung Göschen. Band 240–241).
- Donald Voet et al.: Lehrbuch der Biochemie. Wiley-VCH, 2002, ISBN 3-527-30519-X.
- Manfred Schartl, Manfred Gessler, Arnold von Eckardstein: Biochemie und Molekularbiologie des Menschen. Elsevier, München 2009, ISBN 978-3-437-43690-1.
- Philipp Christen, Rolf Jaussi: Biochemie. Eine Einführung mit 40 Lerneinheiten. Springer-Verlag, 2005, ISBN 3-540-21164-0.
- David L. Nelson, Michael M. Cox: Lehninger Biochemie. Springer, 4., vollständig überarbeitete und erweiterte Auflage, korrigierter Nachdruck 2011 (Übersetzung der 5. amerikanischen Auflage), ISBN 978-3-540-68637-8.
- Jeremy M. Berg, Lubert Stryer, John L. Tymoczko und diverse Übersetzer: Stryer Biochemie. 7. Auflage. Springer Spektrum, 2012, ISBN 978-3-8274-2988-9 (Online-Version der 5. Auflage von 2003, Volltextsuche (englisch)).
- David L. Nelson, Michael M. Cox: Lehninger Principles of Biochemistry. W. H. Freeman, 6th International Edition 2013, ISBN 978-1-4641-0962-1.
- Peter C. Heinrich et al.: Löffler/Petrides: Biochemie und Pathobiochemie. 9., vollständig überarbeitete Auflage. Springer, 2014, ISBN 978-3-642-17971-6 (Print); ISBN 978-3-642-17972-3 (E-Book).
- Florian Horn: Biochemie des Menschen – Das Lehrbuch für das Medizinstudium. 6., überarbeitete Auflage. Thieme, Stuttgart 2015, ISBN 978-3-13-130886-3 (Taschenbuch).
- Joachim Rassow, Karin Hauser, Roland Netzker, Rainer Deutzmann: Duale Reihe Biochemie. 4. Auflage. Thieme, 2016, ISBN 978-3-13-125354-5 (Taschenbuch).
- Jan Koolman, Klaus-Heinrich Röhm: Taschenatlas der Biochemie des Menschen. 5., überarbeitete Auflage. Thieme Verlag, Stuttgart 2019, ISBN 978-3-13-241740-3.

### Geschichte der organischen Chemie und Biochemie
- Graeme K. Hunter: Vital Forces. The discovery of the molecular basis of life. Academic Press, London 2000, ISBN 0-12-361811-8 (englisch)
- Paul Walden: Geschichte der organischen Chemie seit 1880, Springer-Verlag, Berlin / Heidelberg / New York 1972, ISBN 3-540-05267-4
- Uschi Schling-Brodersen: Biochemie. In: Werner E. Gerabek, Bernhard D. Haage, Gundolf Keil, Wolfgang Wegner (Hrsg.): Enzyklopädie Medizingeschichte. De Gruyter, Berlin / New York 2005, ISBN 3-11-015714-4, S. 182–183.

### Biochemische Wörterbücher
- Peter Reuter: Taschenwörterbuch der Biochemie. Deutsch – Englisch / Englisch – Deutsch. Birkhäuser Verlag, Basel / Boston / Berlin 2000, ISBN 3-7643-6197-2.

### Lehrmaterialien im Internet
- Online-Grundkurs
- Biochemistry Online – An Approach Based on Chemical Logic (englisch) – didaktisch hervorragendes Online-Lehrbuch
- Michael W. King: King’s Biochemistry

### Biochemische Fachzeitschriften
- The Journal of Biological Chemistry – JBC (englisch) Zeitschrift der amerikanischen Gesellschaft für Biochemie und Molekularbiologie ISSN 0021-9258
- Biochemistry (englisch) ISSN 0006-2960
- Biochemical Journal (englisch) ISSN 0306-3275
- Chemistry and Biology (englisch) ISSN 1074-5521
- Biological Chemistry (englisch) ISSN 1431-6730
- FEBS Letters (englisch) ISSN 0014-5793
- Biochimica et Biophysica Acta (englisch) ISSN 0006-3002